# Dexia cremides
Dexia cremides är en tvåvingeart som först beskrevs av Walker 1849.  Dexia cremides ingår i släktet Dexia och familjen parasitflugor. Inga underarter finns listade i Catalogue of Life.